# Agromyza trebinjensis
Agromyza trebinjensis este o specie de muște din genul Agromyza, familia Agromyzidae, descrisă de Gabriel Strobl în anul 1900. Conform Catalogue of Life specia Agromyza trebinjensis nu are subspecii cunoscute.